# Делоне, Пьер
Пьер Делоне́ (фр. Pierre Delaunay; 9 октября 1919 — 28 января 2019) — сын Анри Делоне, главного инициатора проведения Чемпионата Европы по футболу. Со дня смерти своего отца — исполняющий обязанности Генерального секретаря УЕФА с 9 ноября 1955 г. по 8 июня 1956 г. Избран генеральный секретарём УЕФА на конгрессе этой организации в Лиссабоне и занимал эту должность с 8 июня 1956 г. по 31 декабря 1959 г. Участник комиссии УЕФА по подготовке первого Чемпионата Европы по футболу, прошедшего в 1960 году.

## Интересный факт
- Старейший генеральный секретарь в истории УЕФА